# Yuki Okoda
Yuki Okoda est une astronome japonaise.  

## Biographie
Elle fait la une de journaux alors qu'elle est étudiante en deuxième année de master en physique à la faculté de sciences de l'Université de Tokyo. Okoda a découvert un disque dense de matériau autour d'une jeune étoile, possible précurseur d'un système planétaire,.  L'étoile en question est connue sous son numéro de catalogue IRAS 15398-3359. 
Okoda et ses collègues étudient la formation de systèmes planétaires par observation d’ondes radioélectriques à l’aide du grand réseau millimétrique Atacama (ALMA) au Chili. En 2018, Okoda a été nommée l'une des 100 femmes influentes du monde par la BBC,. 

## Publications
- Yuki Okoda, Yoko Oya, Nami Sakai, Yoshimasa Watanabe, Jes K. Jørgensen, Ewine F. Van Dishoeck et Satoshi Yamamoto. La co-évolution des disques et des étoiles dans les stades incorporés : le cas de la proto-étoile à très faible masse IRAS 15398-3359 - Astrophysical Journal Letters